# Alisha Lehmann
Alisha Debora Lehmann (* 21. Januar 1999 in Tägertschi, Bern, Schweiz) ist eine Schweizer Fussballspielerin. Die A-Nationalspielerin steht beim FC Como Women unter Vertrag.
Mit 16,7 Millionen Followern auf Instagram im Jahr 2025 ist sie eine der meistgefolgten Sportlerinnen der Welt.

## Werdegang

### Vereine
Ihre Karriere startete Lehmann als Neunjährige beim FC Konolfingen, wo sie von 2008 bis 2011 spielte. Danach setzte sie ihre Karriere beim BSC Young Boys fort und spielte dort im U-14-Team der Frauen, trainierte aber von der U-13 bis zur U-15 parallel dazu dreimal wöchentlich zusätzlich mit den männlichen Nachwuchsteams und bestritt dort auch das eine oder andere Testspiel. In der Winterpause der Saison 2015/16 wurde sie dann in das Nationalliga-A-Team beim BSC Young Boys integriert, wo sie sich auf Anhieb durchsetzte und sich einen Stammplatz erspielte.
Nach der Saison 2017/18 wechselte die 19-Jährige im August 2018 vom A-Frauenteam der Young Boys in die höchste englische Liga zu West Ham United. Im Januar 2021 wechselte sie leihweise zum FC Everton. Auf die Saison 2021/22 wechselte sie zu Aston Villa in Birmingham.
Auf die Saison 2024/25 wechselte sie zu Juventus Turin in die italienische Serie A. Sie unterschrieb einen Vertrag bis 2027. Ihr Freund Douglas Luiz spielte im selben Verein. Im August 2025 gab sie den Wechsel zum FC Como Women bekannt. Sie unterschrieb einen Vertrag über drei Jahre.

### Nationalmannschaften
Im Juli 2015 war Lehmann Teil der Schweizer U-17-Nationalmannschaft, die bei der U-17-Europameisterschaft in Island bis in den Final kam. Dort unterlag die Schweiz der spanischen U-17 dann aber mit 2:5. An der U-19-Europameisterschaft daheim in der Schweiz konnte diese Leistung im Juli 2018 nicht wiederholt werden, und Lehmann schied mit der Schweizer U-19 in der Vorrunde aus. Ihr Debüt in der A-Nationalmannschaft der Schweiz gab Lehmann am 22. Oktober 2017 in Nagano in einem Testspiel gegen Japan. Die Partie ging 0:2 verloren. Im April 2021 stand sie in dem Team, das sich für die Europameisterschaft 2022 in England qualifizieren konnte. Die Schweiz setzte sich in der Barrage-Partie gegen Tschechien erst im Penaltyschiessen durch. Lehmann trat als dritte Schützin an und traf zum 1:1. Ende Mai 2022 gab Lehmann bekannt, auf die Teilnahme an der EM verzichten zu wollen, da sie sich «mental nicht bereit» fühle.
Sie nahm dann an der Weltmeisterschaft 2023 zum ersten Mal an einer Endrunde teil und kam zu zwei Teileinsätzen in der Vorrunde. Die Schweiz schied im Achtelfinal aus. Lehmann war Teil des Kaders der Nationalmannschaft für die Fußball-Europameisterschaft der Frauen 2025. Sie kam in zwei Spielen zu Teileinsätzen. An der Entstehung des wichtigen 1:1 im dritten Gruppenspiel, das den erstmaligen Einzug der Schweiz in einen EM-Viertelfinal ermöglichte, war sie beteiligt.

## Erfolge
- 2024/25: Italienische Meisterin mit Juventus Turin

## Persönliches
Lehmann war von 2018 bis 2021 in einer Beziehung mit der Schweizer Nationalmannschaftskollegin Ramona Bachmann. Von Januar bis November 2022 war sie mit dem brasilianischen Fussballspieler Douglas Luiz liiert. Seit Anfang 2024 ist sie es erneut.